# 瓦列里·克列伊苗诺夫
瓦列里·谢苗诺维奇·克列伊苗诺夫（romanized: Valeriy Semyonovich Kleymyonov；（1965年9月10日—），是一位已退役的俄罗斯职业足球守门员，曾短暂入选过独联体国家队。
1997年，瓦列里加盟中国甲A联赛上海申花队，尽管经历了申花队史上最惨的失利，以1：9负于北京国安，但是他的能力仍然得到充分肯定。在当年最后一轮联赛中，正是他的出色发挥，才使得球队在队长范志毅被罚下的情况下4：2力克大连万达，终结了后者联赛56场不败的纪录。
瓦列里退役后出任了多支球队的助理教练，目前是莫斯科斯巴达的守门员教练。